# Широко-Атамановское сельское поселение
Широко-Атамановское сельское поселение — сельское поселение, входящее в состав Морозовского района Ростовской области.
Административный центр поселения — хутор Широко-Атамановский.

## Административное устройство
В состав Широко-Атамановского сельского поселения входят:
- хутор Широко-Атамановский;
- хутор Безымянка;
- хутор Беляев;
- хутор Большая Хлоповая;
- хутор Владимиров;
- посёлок Комсомольский;
- хутор Малая Хлоповая;
- хутор Павлов;
- хутор Севостьянов;
- хутор Троицкий;
- хутор Чекалов.

## Население
| 2010  | 2012  | 2013  | 2014  | 2015  | 2016  | 2017  |
| ----- | ----- | ----- | ----- | ----- | ----- | ----- |
| 2151  | ↘2086 | ↘2010 | ↘1919 | ↘1918 | ↘1893 | ↘1838 |
| 2018  | 2019  | 2020  | 2021  |       |       |       |
| ↘1795 | ↘1743 | ↘1719 | ↘1678 |       |       |       |